# 作曲賞
作曲賞（さっきょくしょう）は、優れた作曲作品に対し与えられる賞の総称である。

## 作曲賞の種類
作曲賞の中には、演奏会、楽譜の出版、CDなどの録音出版などによって発表済みの作品に与えられる賞と、未発表の作品を公募してそれに与えられる賞（公募新人賞）がある。

### 公募新人賞
音楽関係の財団法人などが作品を募集し、新人作曲家を発掘するのが目的の賞である。武満徹作曲賞、武生作曲賞、日本音楽コンクール作曲部門など。入選作としてノミネート、公開演奏会および審査を経て、入賞作、受賞作が決定される。入賞者、受賞者には規定の賞金が与えられ、賞によっては副賞として、楽譜、CDなどの出版、再演、放送、新作委嘱、海外の音楽祭への招待などが約束される。

### 新人賞
過去一年間の演奏会にて発表された作品の中から、特に優れた作品に与えられる賞である。芥川作曲賞など。若手作曲家の登竜門とされ、受賞そのものが作曲家のキャリアとなる場合が多い。芥川作曲賞に関しては、近年、中堅以上の作曲家の受賞もみられる。

### その他
中堅以上の作曲家が受賞する作曲賞として尾高賞などがある。これらの主要な作曲賞を受賞することで、楽壇において作曲家として大家として認められるようになる。
また作曲賞の名称には、既に他界した歴史的に重要な作曲家の名が冠せられることがあるが、別宮賞などは現役の大家の名を冠し、自らが選考にあたっている。

### 日本国外の作曲賞
日本国外の作曲賞で特に著名な物としては、ローマ賞、グラミー賞 クラシック現代作品部門、グロマイヤー賞 作曲部門、エリザベート王妃国際音楽コンクールなどが挙げられる。

### 音楽家を対象とした賞における作曲賞
音楽家全般を対象とした賞において、サントリー音楽賞、中島健蔵音楽賞、アリオン賞、出光音楽賞などが作曲家をその選考対象としており、演奏会の実績によって評価される指揮者や器楽奏者と同様に、作曲家としての活動それ自体が顕彰される賞である。

### 日本国内における国際作曲賞
日本国内で開催される国際作曲賞として入野賞などがあり、また武満徹作曲賞、京都賞思想・芸術部門音楽分野は、海外の作曲家の入賞が顕著であり、既に実質的な国際作曲賞である。また、武生国際音楽祭のように、邦人作曲家を対象とした武生作曲賞、実質的に海外の作曲家を対象とした武生国際作曲賞と区別する例もある。

## 作曲賞の対象
作曲賞によっては、年齢制限、国籍制限を設けている場合がある。また基本的に、公募、非公募型とを問わず、各々の作曲賞は各々の作品編成を指定している。さらに、管弦楽を対象とした賞においても協奏曲を可能とする場合とそうでない場合があり、室内楽を対象とした賞であっても、独奏曲から10数名のアンサンブル作品までその指定は多岐に渡っており、開催される年度によって指定が異なる場合もある。

### 管弦楽
- 尾高賞
- 武満徹作曲賞
- 日本音楽コンクール作曲部門(管弦楽)
- 日本交響楽振興財団作曲賞
- 洗足現代音楽作曲コンクール（A部門）

### 室内楽
- 入野賞
- 現音作曲新人賞
- JFC作曲賞（規定によっては管弦楽編成の回もある）
- 武生作曲賞
- 名古屋文化振興賞作曲部門
- 日本音楽コンクール作曲部門(室内楽)
- 洗足現代音楽作曲コンクール（B部門）
- 東京国際室内楽作曲コンクール
- 東京かつしか作曲コンクール
- 弘前桜の園作曲コンクール（応募規定には歌曲も含む）

### 歌曲
- 朝日作曲賞 (合唱)
- 笹川賞
- 奏楽堂日本歌曲コンクール
- 日本歌曲コンクール
- 東京国際歌曲作曲コンクール

### 吹奏楽
- 朝日作曲賞 (吹奏楽)
- 笹川賞
- JBA下谷賞
- SHOBI吹奏楽作曲コンクール
- 全日本吹奏楽連盟作曲コンクール
- 東京佼成ウインドオーケストラ作曲コンクール
- 日本管打・吹奏楽学会作曲賞
- 福島市古関裕而作曲コンクール

### 器楽コンクールにおける作曲賞
- ピティナピアノコンペティション